# Ашелска култура
Ашелска култура (фр. Acheuléen) старијепалеолитска је култура, коју је 1872. дефинисао Габријел де Мортије. Припада другом периоду старијег (или доњег) палеолита. Названа је по налазишту Сент Ашел у Француској, где су пронађени бифацијално ручно окресани клинови. Касније ће по њима постати позната, упркос чињеници да је оруђе обликовано на одбицима (назупчано и јамичасто, као и пострушке и шиљци) превлађује на готово свим налазиштима ове културе. Хронолошки се јавља у доњем и средњем плеистоцену, а просторно у разним деловима Европе, Азије и Африке. Њен носилац је Homo erectus.
У погледу геолошко-палеонтолошке поделе, ашелска култура припада другој глацијацији квартарног доба названој Миндел, тј. другом међуледеном добу, интерглацијацији Миндел — Рисс. Првом, од четири ледена периода квартарног доба, названом Гинц одговара културни инвентар Прешелске епохе, чији су налази ретки, спорадични и недовољно познати.
Оруђа ове као и шелске епохе називају се камени клинови и камене секире и имају универзалну намену (у исто време су и оружја и оруђа). Облици су им најчешће бадемасти, амигдалоидни, једино је однос између уздужне осовине и ширине чела клина измењен у корист дужине. И облици ашелских оруђа су нешто једноставнији, са мање амбиција да се истакне естетска страна облика, него што је то био случај шелских универзалних клинова.

## Налазишта из старијег ашела
Верује се да су најстарије творевине ашелске индустрије оне које су пронађене у лежишту II у кањону Олдувај у Танзанији. Датиране су у време 1,4 до 1,2 милиона година. Поред тога, има их и у лежиштима III и IV. Исти такви артефакти о којима је реч откривени су и у источној, јужној и северној Африци.
Старији ашел је у Европи окарактерисан грубо израђеним ручним клиновима, познат је и под називом прешел или абвилијен. Јавља се почетком средњег плеистоцена (пре 650.000—700.000 година). Претходила му је појава најстаријих индустрија облутака и одбитака, на основу којих је и хронолошки одређен. Потврђен је на налазишту Абвил у слојевима са минделском фауном, као и на локалитету Тера Амата, који је датован у време од пре 380.000 година. Старији ашел (пре око 460.000 година) констатован је и на локалитету Фонтана Ранучо у Италији.

## Налазишта из средњег и млађег ашела
Индустрије средњег и млађег ашела установљене су на Блиском и Средњем истоку, као и у Индији. Настале су у периоду од почетка изотопске етапе 9 (пре 347.000 година) до краја последњег интерглацијала, односно етапе 5е (пре 118.000 година). Оно по чему се препознају је нова техника окресивања ручних клинова помоћу меког перкутера од кости, рога или дрвета. Тим начином обраде, добијани су пљоснати бифаси правилних облика (овални, копљасти, троугаони, срцолики).
Трагова овог периода има и у западној и јужној Европи, у Енглеској (Хоксни и Свонкум), Француској (Кањи ла Гарен, Комб Гренал, Лазаре), Шпанији (Торалба, Амброна), Италији (Торе ин Пијетра), Немачкој (Мерклеберг). Налазишта ове културе готово да нема у источној Европи.
На Балканском полуострву, бифаси се могу наћи на налазиштима Пуникве, Доње Пазариште, Кокинопилос, Палеокастрон, углавном ван стратиграфског контекста.
У овом периоду примећена је примена левалуазијенске технике окресивања, а долази и до својеврсне специјализације ретушираног оруђа (типолошки издиференцирани стругачи, пострушке, сврдла).
Почев од последњег интерглацијала (изотопска етапа 5е), као и у раној фази последњег по реду (вирмског) глацијала (етапе 5d — 5а, закључно са периодом од пре 75.000 година) у ашелској култури појавила се примена средњопалеолитских типова оруђа. Међутим, ашелска традиција се наставила у многим средњопалеолитским културама (нпр. у микокијену и мустеријену са ашелском традицијом), где опстаје за све време њиховог трајања.

## Карактеристике
Ашелску културу карактеришу готово све појаве које обележавају старији палеолит. Насељавају се до тада ненастањене речне долине, обале језера, док пећине много ређе. Приметна је употреба ватре (најраније у Тера Амати). Подижу се станишта од лаког материјала. Такви типови пронађени су на налазиштима Мелка-Кунтуре, Тера Амата и Лазаре. Практикује се и организовани лов на крупну и средњокрупну дивљач. На то упућују остаци животиња у локалитетима Торалба и Амброна у Шпанији, где су сачуване кости слонова и павијана у Олоргесаили у Кенији.